# Geneviève Gallois
Geneviève Gallois (* 22. September 1888 in Montbéliard; † 19. Oktober 1962 in Paris) war eine französische Benediktinerin, Malerin, Zeichnerin, Buntglasmalerin und Karikaturistin.

## Leben und Werk

### Herkunft und Jugend
Marcelle Gallois wuchs als Tochter eines antiklerikalen Vaters und einer frommen Mutter auf. Als Staatsbeamter in verschiedenen Präfekturen wechselte der Vater mit seiner Familie mehrfach den Wohnort. Marcelle lebte in Montbéliard, von 1895 bis 1898 in Nîmes, dann in Orange (bis 1902) und in Le Blanc, schließlich ab 1905 in Montpellier.

### Die Karikaturistin
Marcelle, Nichte des seinerzeit berühmten Malers Jean-François Gigoux, trat 1907 in die École régionale des beaux-arts (Kunstakademie) von Montpellier ein, speziell in das Atelier von Alexandre Courtines (1857–1923), doch wurde ihr Stil dort als zu unakademisch abgelehnt. Daraufhin schickte ihr Vater sie nach Paris, wo sie in der Kunstakademie zeitweilig zum Atelier von Fernand Cormon gehörte, dann aber ein Künstlerleben begann, im Kontakt mit den Karikaturisten der Zeit, namentlich mit Adolphe Willette.  Sie stellte ihre Werke im Salon des humoristes der Société des dessinateurs humoristes (Verein der humoristischen Zeichner) aus, daneben in Belgien und in der Schweiz, und wurde schon bald mit Honoré Daumier und Henri de Toulouse-Lautrec verglichen.

### Bekehrung und Klostereintritt
1914 traf sie auf den Benediktiner Jean-Martial Besse (1861–1920), der sich als geistlicher Beistand von Joris-Karl Huysmans, Paul Claudel und Georges Bernanos einen Namen gemacht hatte und der ihr nach dreijähriger Seelenführung erlaubte, in den von Louise-Adélaïde de Bourbon-Condé gegründeten Benediktinerinnenkonvent von Saint-Louis-du-Temple (Rue Monsieur Nr. 20, bis 1932 Priorat, dann zur Abtei erhoben) einzutreten, der in Paris für die Schönheit seines gregorianischen Chorgesangs berühmt war. Am 21. September 1917 trat sie als Postulantin ein und wurde am 20. März 1918 eingekleidet. Sie nahm den Ordensnamen Geneviève (nach Genoveva von Paris) an. Ihr Vater (gestorben im Mai 1944), zu dem sie bis dahin ein enges Verhältnis hatte und der die bedeutende Künstlerin in ihr erkannte, hat ihr den Schritt des Verzichts auf die künstlerische Karriere zugunsten monastischen Lebens nie verziehen.

### Schwieriges Klosterleben
Das normalerweise nach drei Jahren abgeschlossene Noviziat dauerte in ihrem Fall 15 Jahre. 1921 durfte sie nur eine Profess als Oblatin ablegen. Erst am 17. November 1933 erlaubte ihr das Kloster (nach einem ihr auferlegten zweiten Noviziat) endlich die zeitliche Profess (für drei Jahre). 1938 musste der Konvent die Rue Monsieur verlassen und ging für 13 Jahre provisorisch nach Meudon (mit Unterbrechung 1940–1941 als Kriegsfolge), dann 1951 in das neu erbaute Kloster in Limon (Vauhallan). Auch Genevièves zeitliche Profess dauerte ungewöhnlich lange, denn erst am 19. Mai 1939 wurde sie durch die ewige Profess mit 51 Jahren vollgültiges Mitglied ihres Konventes. 1940 verschlug sie die Flucht vor der deutschen Besatzung nach Monclar-de-Quercy und in das Kloster La Molle der vom seligen Louis-Antoine Ormières (1809–1890) gegründeten Schutzengelschwestern in Montauban, bevor sie im Mai 1941 nach Meudon zurückkehren konnte.

### Wiederentdeckung der Künstlerin durch Paul Alexandre
Als Nonne verzichtete Geneviève anfänglich auf eigenes künstlerisches Schaffen und begnügte sich mit einer untergeordneten (wenn auch konfliktreichen) Rolle in der klösterlichen Anfertigung von Paramenten, bis 1931 der Kunstmäzen Paul Alexandre (1881–1968), bekannter Förderer und Freund von Amedeo Modigliani, auf ihr Werk aufmerksam wurde, sie (ohne dass es vorerst zu einer persönlichen Begegnung hätte kommen können) ermunterte, wieder künstlerisch tätig zu werden, und 1939 bei der Klosterleitung erreichte, dass sie offiziell künstlerisch schaffen durfte. Dazu stellte er ihr eine Handpresse zur Verfügung. 1942, bei der ersten persönlichen Begegnung, regte er sie an, das Klosterleben zu zeichnen. 

### Karriere als Klosterkünstlerin
Bis 1949 schuf Geneviève 157 Gouache, die sie aus deutscher Sicht zwischen Heinrich Zille und Käthe Kollwitz einordnen. 1950 kam der Zyklus Via Crucis hinzu. 1952 begann Geneviève (immer auf Vorschlag von Alexandre) mit den Kirchenfenstern von Petit-Appeville in Hautot-sur-Mer bei Dieppe (abgeschlossen 1955) und denen von Limon (Abschluss 1962). Im gleichen Jahr wurde Marie Laurencin auf sie aufmerksam, und es kam zu einer Freundschaft (unter Einschluss von Laurencins Freundin Rose Adler, 1890–1959). Laurencin beförderte ihre Bekanntheit im Pariser Kunstmilieu. 1953 kam es in Paris zu einer ersten Ausstellung in der Galerie von Colette Allendy (1895–1960). Vollends zum Erfolg wurde 1954 der Comic Das Leben des kleinen Heiligen Plazidus (in fünf Sprachen übersetzt, einschließlich ins Deutsche).

### Erkrankung, Tod und späte Würdigung
1957 begann Genevièves Erkrankung. 1962 starb sie 10 Tage nach der Installation des letzten Fensters von Limon. Die 1999 erschienene umfassende Biographie durch Paul Alexandres Sohn Noël, mehr noch 2012 die darauf aufbauende kurze Biographie durch Catherine Marès führten 2016 zur Gründung des (im Internet präsenten) Vereins der Freunde von Geneviève Gallois. 

## Werke
- Via Crucis, 1954, Jouques 1968.
- La Vie du Petit Saint Placide. Desclée de Brouwer, Paris 1954, Jouques 2004 (Vorwort von Marcelle Auclair, 1899–1983).
  - (deutsch) Das Leben des kleinen Heiligen Plazidus. Luzern 1955, München 1977.
  - italienisch 1955, englisch 1956, spanisch 1996, schwedisch 1997

### Postum
- Vitraux de l’église abbatiale de Limon, présentés et commentés par mère Geneviève Gallois. Limon.
- Les Moniales. Desclée de Brouwer, Paris 1966.
- Le Sacrifice de la Messe, trente dessins de mère Geneviève présentés par Camille Mayran. Textes du cardinal Journet, éd. du Cloître 1976.
- Réalité unique et éternelle. Editions du Cloître, Jouques 1980, 1986.
- Abbaye Notre Dame de Fidelité. Citations de la règle de Saint Benoît. Editions du Cloître, Jouques 1989.
- Mystique et artiste. Ecrits spirituels. Hrsg. von Jérôme Alexandre. Parole et Silence, Paris 2015.

### Ausstellungen (Auswahl)
- 1994: Augenblick und Ewigkeit. Mère Geneviève Gallois: Zeichnungen – Gemälde – Radierungen; Ausstellung von Werken der französischen Benediktinerin (1888–1962); 24. September bis 12. Oktober 1994, Leinfelden-Echterdingen, Stadtbücherei Leinfelden; 23. Oktober bis 13. November 1994, Schorndorf, Gemeindezentrum der Katholischen Kirchengemeinde Heilig Geist; 19. November bis 10. Dezember 1994, Stuttgart, Katholisches Bildungswerk Stuttgart. Hrsg.: Bildungswerk der Diözese Rottenburg-Stuttgart 1994.
- 2008: Mère Geneviève Gallois, 1888–1962. Vision du cloître au XXe siècle, Magny-les-Hameaux, musée national de Port-Royal des Champs, Paris 2008.
- 2018: Geneviève Gallois (1888–1962), peintre et moniale. Im Musée municipal du Hiéron – Paray-le-Monial.